# FxPro
FxPro là một nhà môi giới trực tuyến có trụ sở tại London, cung cấp các hợp đồng chênh lệch giá (CFD) trên thị trường ngoại hối, cổ phiếu, hợp đồng tương lai, chỉ số và hàng hóa.
Công ty được thành lập năm 1999 tại Síp dưới tên EuroOrient Securities & Financial Services Ltd.
Sau đó FxPro mở rộng sang London và được Cơ quan Dịch vụ Tài chính Vương quốc Anh (nay là FCA) cấp phép vào năm 2010.
Công ty cũng được cấp phép bởi Cơ quan Dịch vụ Tài chính Nam Phi (FSB).
FxPro phục vụ khách hàng tại hơn 170 quốc gia và có văn phòng tại London và Síp.
Các nền tảng giao dịch mà FxPro hỗ trợ gồm có MetaTrader 4 (MT4), MetaTrader 5 (MT5), cTrader và FxPro Edge.
FxPro đã ra mắt nền tảng giao dịch xã hội và thuật toán SuperTrader vào năm 2013.
Ngoài ra, công ty còn cung cấp công cụ xây dựng chiến lược không cần mã hóa có tên “Quant” và nền tảng lập trình cAlgo bằng C#.
Năm 2010, FxPro ký hợp đồng tài trợ với hai câu lạc bộ bóng đá Fulham F.C. và Aston Villa.
Đến năm 2018, công ty tuyên bố hợp tác lâu dài với đội đua Công thức 1 McLaren.

## Lịch sử
FxPro bắt đầu chuẩn bị cho việc IPO vào năm 2015.
Tuy nhiên, kế hoạch bị hoãn vào năm 2016 do biến động thị trường toàn cầu, và tiếp tục bị trì hoãn vào năm 2017 sau khi FCA siết chặt quy định.
Năm 2021, FxPro đầu tư 12 triệu USD để xây dựng trụ sở khu vực mới tại Bahamas, bao gồm cả dịch vụ ngân hàng kỹ thuật số BankPro.
Năm 2022, một văn phòng mới được mở tại Dubai để phục vụ khu vực MENA.
Vào năm 2023, FxPro triển khai giao dịch CFD tiền điện tử, bao gồm Bitcoin, Ethereum và Ripple thông qua cTrader.
Cùng năm đó, dự trữ tiền mặt của FxPro tăng từ £2,6 triệu lên £3,6 triệu, tương đương mức tăng 4% về tài sản ròng.